# 先锋镇 (仪陇县)
先锋镇，是中华人民共和国四川省南充市仪陇县下辖的一个乡镇级行政单位。

## 行政区划
先锋镇下辖以下地区：
洛阳社区、富山村、洛阳村、大众村、铁佛村、争光村、龙门村、翻身村、江长村、燕河村、石岭村和二郎村。